# 梅拉姆
梅拉姆(Meram)是一個位於土耳其中部安那托利亞地區科尼亞省的區和城市。梅拉姆、卡拉泰和塞爾丘克都是位於科尼亞的中心區。根據2000年人口普查，該區人口為267,878人，其中231,386人居住在梅拉姆市中心。

## 姊妹市
- 茅利塔尼亞因希里省阿克茹特[5]

## 外部連結
- 區長的官方網站 （页面存档备份，存于） （土耳其語）
- 區政府官網 （页面存档备份，存于） （土耳其語）